# 天才计划
是2020年上映的澳大利亚监狱片，由弗朗西斯·安南执导、编剧，丹尼尔·拉德克利夫和丹尼尔·韦布主演，改编自1979年南非三名政治犯逃狱的事件，原著为其中一人蒂姆·詹金2003年著作《越狱：逃出比勒陀利亚》（Inside Out: Escape from Pretoria Prison）。影片于2019年初在南澳大利亚州阿德莱德拍摄，取景于阿德莱德社区及郊区，以及南澳影业公司在嘉蘭世德的摄影棚。

## 剧情
1979年，南非白人蒂姆·詹金和斯蒂芬·芓因在国内挑起反种族隔离政策运动被当局逮捕，分别被处以12年和8年的有期徒刑。李在法庭的时候尝试逃跑，但没有成功。来到比勒陀利亚监狱后，两人遇到了年长的政治犯丹尼斯·戈德堡，戈德堡因参与反抗运动被判四项无期徒刑。戈德堡给了两人绳子，鼓励他们逃跑。
詹金和李与另一位囚犯伦纳德·方丹商讨越狱方案，之后便安顿下来，开始在监狱日常的生活。与此同时，詹金开始仔细监狱的布局，从中规划对策。詹金从木材店偷了一些工具，做了一把木制钥匙，钥匙刚好可以插进牢房门的锁孔。夜晚，詹金在监狱里徘徊，偷偷给其他门锁做钥匙。在照料花园的时候，李和詹金将做好的钥匙埋进土地，同时开始做其他准备。
为了顺利离开，方丹和詹金提前演练用钥匙开牢房门。此时守夜的狱警走过，两人躲在衣橱里，之后等他走过后再用另一条钥匙打开房门。尽管如此，他们还是要回到牢里，继续测试下一把钥匙。第二天，狱警搜查了每个人的牢房，但一无所获。后来，詹金注意到监狱正在新建一个炮塔。詹金与李向戈德堡及其他囚犯介绍新计划。大家听闻，纷纷决定和他们一起逃跑。
行动当天，詹金、李和方丹四处找回之前藏好的钥匙，换上了之前从外边走私进来的便装。到了夜里，他们躲进衣橱，避开巡逻的狱警。然而这一次，狱警突然折了回来，想要打开衣橱。此时戈德堡将自己牢房的灯弄短路，导致监狱大停电，狱警的注意力也随之被吸引。趁着监狱大乱，三人来到了最后一扇门处。此时三个人都找不到对应的钥匙，方丹情急之下用凿子和螺丝刀敲开了。离开监狱后，三人打了一辆出租车离开比勒陀利亚，经莫桑比克和坦桑尼亚抵达伦敦，继续为种族隔离政策作斗争。戈德堡最终于1985年获释。

## 阵容
- 丹尼尔·拉德克利夫 饰 蒂姆·詹金（英语：Tim Jenkin）
- 丹尼尔·韦伯（英语：Daniel Webber (actor)） 饰 Stephen Lee (South African activist)
- 伊恩·哈特 饰 丹尼斯·戈德堡（英语：Denis Goldberg）
- 马克·伦纳德·温特（英语：Mark Leonard Winter） 饰 伦纳德·方丹（Leonard Fontaine，原型为亚历克斯·蒙巴里斯（英语：Alex Moumbaris））
- 内森·佩奇（英语：Nathan Page） 饰 蒙戈（Mongo）
- 格兰特·皮罗（英语：Grant Piro） 饰 施内佩尔队长（Captain Schnepel）
- 亚当·奥瓦迪亚（Adam Ovadia）饰 范·扎德尔霍夫（Van Zadelhoff）
- 亚当·托米宁（英语：Adam Tuominen） 饰 杰里米·克罗宁（Jeremy Cronin）
- 蒂姆·詹金（英语：Tim Jenkin） 饰 等候室里的囚犯（客串角色）

## 制作
影片由弗朗西斯·安南执导、编剧，由澳大利亚和英国共同制作。2017年5月，森·尼爾加盟剧组，扮演戈德堡。
2019年3月，摄制工作在南澳大利亚州阿德莱德启动，部分场景在米查姆火车站及市中心皮里街取景。原著作者蒂姆·詹金亲临阿德莱德拍摄现场，为主演拉德克利夫提供口音上的指导，同时提出其他方面的意见。詹金还在片中扮演了等候室里拉德克里夫旁边的囚犯。
影片原声带采用了莫扎特的两首作品，一首是《安魂曲》中的D小调《震怒之日》，一首是《C小调大弥撒》的《安魂曲》，后者是羅伯特·布列松执导的经典监狱片《死囚脱狱》的配乐。

## 发行
影片于2020年3月6日在英美两地上映，分别由Signature Entertainment和eOne发行，同日在iTunes、Sky Store、Amazon Prime Video、Virgin等数字平台开放租借，并在英美等国的部分剧院上映。DVD和蓝光光碟于2020年4月20日发行。
影片于2020年7月11日阿德莱德电影节期间在当地部分剧院上映，当时剧院才刚刚重开。

## 反响
汇总媒体烂番茄收录44条评论，打出73%的新鲜度，平均得分6.4/10。网站共识写道：“《天才计划》没有很公正地呈现被其戏剧化的原型故事，不过这个缺乏深度的问题被较为精彩的越狱动作戏抵消。”Metacritic收录7条评论，打出56/100的平均分，表示“褒贬不一或口碑平平”。

## 延伸阅读
- Evans, Chris. . KFTV. 2020-02-11  [2022-06-01]. （原始内容存档于2022-05-15）.
- Marsh, Walter. . The Adelaide Review. 2020-07-08  [2022-06-01]. （原始内容存档于2021-11-20）.